# Joseph Odermatt
Joseph Odermatt właśc. Markus Josef Odermatt (ur. 13 marca 1966 w Stans) – szwajcarski duchowny, czwarty antypapież Kościoła Palmariańskiego jako Piotr III, od 22 kwietnia 2016 roku. Następca Grzegorza XVIII.

## Życiorys
Markus Josef Odermatt urodził się w Stans, w kantonie Nidwalden. Wstąpił do Kościoła Palmariańskiego w 1985 roku i przez osiemnaście lat pracował jako misjonarz w Ameryce Południowej. Był sekretarzem stanu Grzegorza XVIII w latach 2011–2016. 22 kwietnia 2016 roku zastąpił Grzegorza XVIII na stanowisku antypapieża, przyjmując imię Piotra III.
Kilka miesięcy później opublikował encyklikę, w której oskarżył swojego poprzednika o zdyskredytowanie swego byłego Kościoła i kradzież dwóch milionów euro z Kościoła Palmariańskiego, a także różnych aktywów (w tym BMW X6): później ogłosił go apostatą, ekskomunikował i uznał za nieważne wszystkie jego czyny. Były papież Grzegorz XVIII zaprzeczył oskarżeniom o kradzież.
Piotr III rozwiązał ustanowiony przez swojego poprzednika korpus gwardii papieskiej, uznając go za zbędny dla swojego bezpieczeństwa. W 2018 roku po raz pierwszy udał się do Stanów Zjednoczonych, aby wziąć udział w Kongresie Eucharystycznym, Mariologicznym i Józefologicznym.
Za jego pontyfikatu Kościół Palmariański po raz pierwszy pojawił się w Internecie, otwierając stronę internetową i  konta na Facebooku, Instagramie, Twitterze, Pintereście oraz kanał na YouTube.